# Myzostoma elongatum
Myzostoma elongatum is een ringworm uit de familie Myzostomatidae.
Myzostoma elongatum werd in 1877 voor het eerst wetenschappelijk beschreven door Graff.